# 馬爾伊內 (克拉斯諾皮利亞市鎮)
50°55′4″N 35°22′43″E / 50.91778°N 35.37861°E
馬爾伊內（烏克蘭語：Мар'їне）是位於烏克蘭東北部的村莊，由蘇梅州蘇梅區的克拉斯諾皮利亞市鎮負責管轄。該村距離普羅霍德1.5公里，海拔高度202米，2001年該村落人口58。